# Nivaldo dos Santos Ferreira
Nivaldo dos Santos Ferreira (Barbacena, 3 de junho de 1967) é um prelado da Igreja Católica brasileiro, bispo-auxiliar de Belo Horizonte.

## Biografia
Padre Nivaldo dos Santos Ferreira nasceu em Barbacena (MG), no dia 03 de junho de 1967, penúltimo filho de Francisco Ferreira e Nersinha Therezinha Viol Ferreira, já falecidos. Entrou no Seminário Menor de Nossa Senhora da Assunção, da Arquidiocese de Mariana (MG), aos 13 anos. Após o falecimento de seu pai, em outubro de 1980, ainda permaneceu no seminário por mais um ano, mas voltou ao convívio familiar no final de 1981.
Ao mesmo tempo em que concluía os estudos do ensino fundamental, antigo 1º grau, em Ibertioga (MG), onde residiu com sua tia Iolanda Santa Rosa, trabalhou em uma padaria, aprendendo diversos serviços, inclusive administrativos.
Em 1984, entrou para o Seminário Menor da Congregação dos Padres Orionitas, em Belo Horizonte. Ali concluiu o Ensino Médio e deu início ao noviciado, mas deixou a congregação, em 1987. Na sequência, padre Nilvado frequentou curso preparatório pré-vestibular e trabalhou em uma empresa distribuidora de produtos alimentícios.
No ano seguinte, de volta à capital mineira, ingressou na primeira turma da etapa do Propedêutico da arquidiocese de Belo Horizonte. Estudou Filosofia (1989-1991) e Teologia (1992-1995) na Pontifícia Universidade Católica de Minas Gerais em Belo Horizonte. Foi ordenado diácono no dia 27 de maio de 1995, na paróquia Santo Antônio, Bairro Jaraguá. Foi ordenado padre no dia 18 de maio de 1996, na paróquia São Sebastião do Barro Preto. Ambas ordenações presididas pelo cardeal Serafim Fernandes de Araújo, então arcebispo metropolitano de Belo Horizonte.
Já ordenado, iniciou mestrado na Faculdade Jesuíta. Em 2001, transferiu-se para Roma, onde concluiu o mestrado em Teologia Fundamental na Pontifícia Universidade Gregoriana.
Padre Nilvado desempenhou diversas funções em seu ministério presbiteral na arquidiocese de Belo Horizonte. Foi vigário, administrador e pároco em algumas paróquias da arquidiocese, professor no Seminário Propedêutico e no curso de Teologia da PUC-Minas. Também atuou como assessor eclesiástico da Associação de Dirigentes Cristãos de Empresas (ADCE), assessor arquidiocesano da Pastoral Familiar, vigário forâneo da Forania São José do Calafate e membro do Conselho Permanente de Formação do Seminário Arquidiocesano Coração Eucarístico de Jesus.
Atuou, de 2012 a 2018, como reitor do Seminário Arquidiocesano Coração Eucarístico de Jesus. Em seguida, assumiu a reitoria do Santuário Arquidiocesano São Judas Tadeu, no bairro da Graça, em Belo Horizonte, onde permanece até o presente momento.
Também foi presidente da Organização dos Seminários e Institutos do Brasil no Regional Leste 2 (OSIB Leste 2), de 2009 a 2014, e da OSIB Nacional, de 2015 a 2018.
Atualmente, trabalha como formador e professor de Teologia para os candidatos da Escola Diaconal São Lourenço, coordenador do Grupo de Reitores de Santuários da Arquidiocese de Belo Horizonte e vigário forâneo da 4ª Forania Nossa Senhora das Dores, da Região Episcopal Nossa Senhora da Piedade, da Arquidiocese de Belo Horizonte.
Em 23 de dezembro de 2020, foi nomeado pelo Papa Francisco como bispo-auxiliar de Belo Horizonte, sendo consagrado como bispo-titular de Tiava, em 11 de fevereiro de 2021, na Catedral Cristo Rei de Belo Horizonte, por Dom Walmor Oliveira de Azevedo, arcebispo de Belo Horizonte, coadjuvado por Dom Joaquim Giovanni Mol Guimarães e por Dom Vicente de Paula Ferreira, C.SS.R., bispos-auxiliares de Belo Horizonte.